# نورمان لوفيت
نورمان لوفيت (بالإنجليزية: Norman Lovett)‏ (ولد في 31 أكتوبر 1946 ، في ويندسور ، بريكشاير ، إنجلترا) هو ممثل وكوميديان، يمثل أنواع كوميديا الوقوف ، أشهر دور ليه هو دور هولي ، في مسلسل ريد دوارف في المواسم الأول والثاني والسابع والثامن .
في 1989 ظهر في مسلسل سيت كوم يتبع بي بي سي 2 ، باسم أنا، لوفيت ، قام بتجسيد شخصية باسم نورمان .

## وصلات خارجية
- نورمان لوفيت على موقع IMDb (الإنجليزية)
- نورمان لوفيت على موقع ألو سيني (الفرنسية)
- نورمان لوفيت على موقع ميوزك برينز (الإنجليزية)
- نورمان لوفيت على موقع أول موفي (الإنجليزية)
- نورمان لوفيت على موقع قاعدة بيانات الفيلم (الإنجليزية)
- نورمان لوفيت على موقع كينوبويسك (الروسية)

- الموقع الرسمي
- نورمان لوفيت في إنترنت موفي داتا بيز
- صفحة نورمان في ماي سبيس